# Hieronim Łagoda
Hieronim Leszek Antoni Łagoda ps. „Lak”, „Kil”, vel Hieronim Kiercul (ur. 6 września 1914 w Wielichowie, zm. prawdopodobnie po 12 lutego 1945 w KL Gross-Rosen) – kapitan piechoty Wojska Polskiego, Polskich Sił Zbrojnych, Armii Krajowej, uczestnik kampanii norweskiej, cichociemny. Znajomość języków: francuski, angielski. Zwykły Znak Spadochronowy nr 1077.

## Życiorys
Od 1914 r. mieszkał w Poznaniu, od 1920 w Murowanej Goślinie, od 1927 w Chodzieży. Uczył się od 1921 r. w szkole powszechnej w Murowanej Goślinie, od 1923 w Ostrowie Wielkopolskim, od 1925 w Kotnikach Kujawskich. Od 1926 r. uczył się w gimnazjum w Inowrocławiu, od 1927 w gimnazjum w Chodzieży. W 1934 zdał egzamin dojrzałości.
Od września 1934 do czerwca 1935 uczestnik Dywizyjnego Kursu Podchorążych Rezerwy 15 DP przy 62 pułku piechoty w Bydgoszczy. Od października 1935 do października 1937 słuchacz Szkoły Podchorążych Piechoty w Komorowie k. Ostrowi Mazowieckiej. Po jej ukończeniu, 15 października 1937 awansowany na stopień podporucznika, przydzielony jako dowódca plutonu 3 batalionu 55 Poznańskiego Pułku Piechoty w Rawiczu.
Od 26 sierpnia 1939 przydzielony do Ośrodka Zapasowego 55 Pułku Piechoty w Kutnie 14 Dywizji Piechoty. W kampanii wrześniowej wraz z jednostką walczył w rejonie Warszawy, Mińska Mazowieckiego, Kocka, Chełma, Lublina, Zamościa, Krasnystawu, Józefowa Biłgorajskiego. 27 września 1939 pod Terespolem uwięziony w niewoli niemieckiej, osadzony w obozie jenieckim w Pińczowie. 6 października 1939 uciekł, 11 stycznia 1940 przekroczył granicę ze Słowacją, do 24 marca na Węgrzech. Przez Jugosławię 7 kwietnia 1940 dotarł do Camp de Carpiagne (Francja).

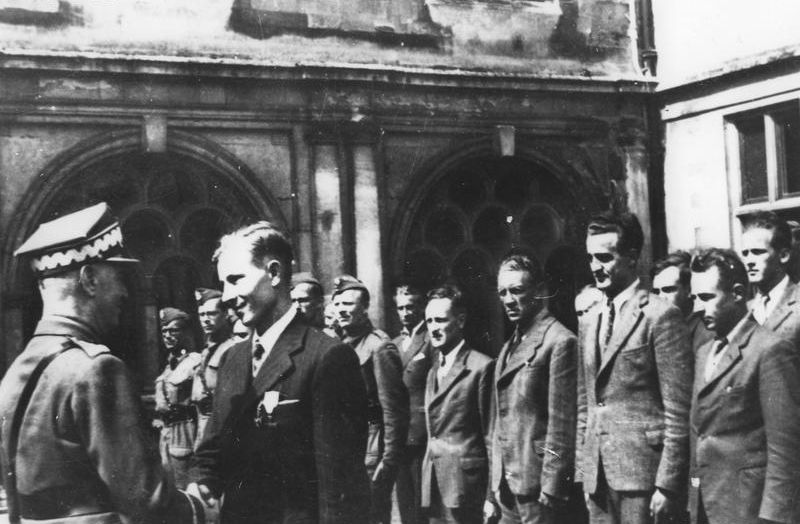
Gen. Władysław Sikorski w ośrodku szkoleniowym cichociemnych w Audley End dekoruje ppor. Michała Fijałkę Orderem Virtuti Militari; w pierwszym szeregu stoją od lewej po cywilnemu: ppor. Jan Woźniak, por. Bolesław Kontrym, por. Tadeusz Gaworski, por. Hieronim Łagoda, za nim ppor. Władysław Kochański, por. Leonard Zub-Zdanowicz, por. Stanisław Winter (28 sierpnia 1942)

Wstąpił do Polskich Sił Zbrojnych, od 18 kwietnia 1940 przydzielony do 1 kompanii 2 batalionu Samodzielnej Brygady Strzelców Podhalańskich dowodzonej przez płk. Szyszko-Bohusza. Od 24 kwietnia do 13 czerwca 1940 uczestnik kampanii norweskiej, walczył o Narwik. Za udział w walkach odznaczony Krzyżem Walecznych. Od 14 czerwca 1940 ponownie we Francji, do 18 czerwca uczestnik walk w rejonie Dol.
Po upadku Francji ewakuowany 20 czerwca 1940 z Brestu, dotarł do Plymouth (Wielka Brytania). Wstąpił do Polskich Sił Zbrojnych pod dowództwem brytyjskim, przydzielony do 2 kompanii 1 Batalionu Strzelców Podhalańskich 1 Brygady Strzelców.
Od 31 września 1941 uczestnik wstępnego szkolenia spadochronowego w Largo House – polskim ośrodku szkoleniowym 4 Brygady Kadrowej Strzelców, przeformowanej na 1 Samodzielną Brygadę Spadochronową. Awansowany na stopień porucznika, ze starszeństwem od 20 marca 1941.

### Cichociemny
Zgłosił się do służby w Kraju. Przeszkolony ze specjalnością w dywersji na kursach specjalnych dla kandydatów na cichociemnych, m.in. dywersyjno-strzeleckim (STS 25, Inverlochy), łączności, sabotażu kolejowego i przemysłowego (STS 17, Brickendonbury Manor), spadochronowym, odprawowym (STS 43, Audley End) i in.
Skoczył ze spadochronem do okupowanej Polski w nocy 1/2 września 1942, po starcie z lotniska RAF Tempsford, w sezonie operacyjnym „Intonacja”, w operacji lotniczej „Smallpox”, z samolotu Halifax W-7773 „S” (138 Dywizjon RAF) na placówkę odbiorczą „Rogi”, na terenie nadleśnictwa Łoś – Rogatki, w okolicach miejscowości Bogatki, 16 km na północny wschód od Grójca. Razem z nim skoczyli: por. Mieczysław Eckhard ps. „Bocian”, por. Michał Fijałka ps. „Kawa”, kpt. Bolesław Kontrym ps. „Żmudzin”, por. Wacław Kapisto ps. „Kra”, por. Leonard Zub-Zdanowicz ps. „Dor”.
Po skoku aklimatyzacja do realiów okupacyjnych w Warszawie, mieszkał na ulicy Puławskiej. Po aklimatyzacji przydzielony do Okręgu Białystok AK, od stycznia 1943 objął funkcję komendanta Inspektoratu Łomżyńskiego. Przeorganizował i wyszkolił żołnierzy Kedywu Obwodu Łomża AK, żołnierze prowadzili bojowe akcje dywersyjne, m.in. w czerwcu 1943 pod Łomżą zatrzymali trzech urzędników niemieckich (wśród nich barona von Grubbena), w sierpniu rozbili urząd gminy Szczepankowo niszcząc ważne dokumenty, rozbroili załogę majątku Tarnowo koło Miastkowa. We wrześniu zlikwidowali placówkę ochrony leśnej majątku Pniewo k. Łomży.
18 lutego 1944 aresztowany przez gestapo i żandarmerię niemiecką w kolonii Kubro niedaleko Przytuł, wraz z oficerami i18 elewami podczas egzaminu szkoły podchorążych. Prawdopodobnie przyczyną aresztowania był donos volksdeutscha Bluma (później został zlikwidowany wraz z siostrą, także konfidentką gestapo).
Osadzony w placówce gestapo w Łomży, torturowany, następnie wywieziony do podobozu Halbau (Czyżówek k. Iłowej), filii obozu koncentracyjnego KL Gross Rosen. Według danych Muzeum Grass-Rosen, ostatni list stamtąd wysłał 5 stycznia 1945, prawdopodobnie zamordowany po 12 lutego 1945.

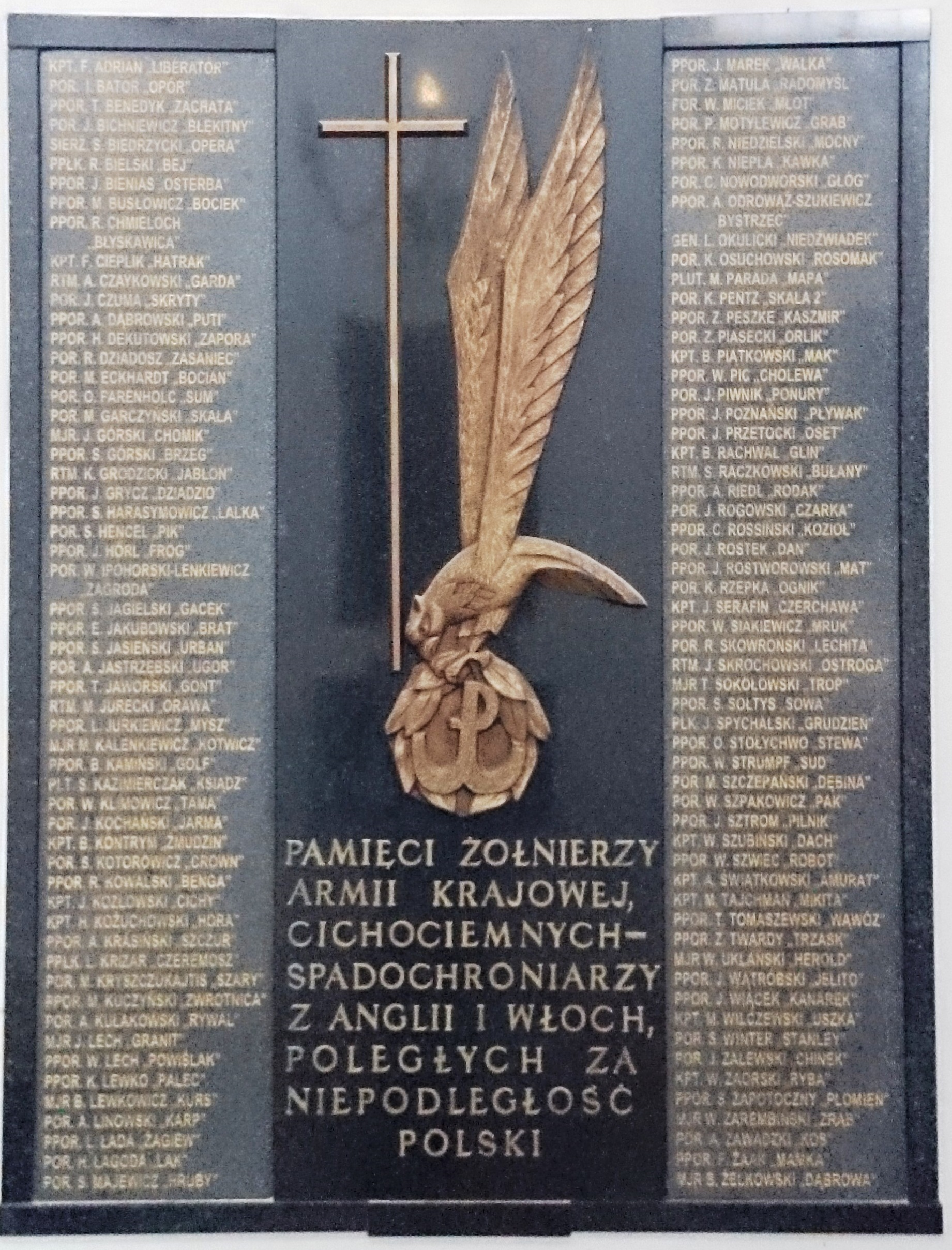
Tablica w kościele św. Jacka w Warszawie, upamiętniająca poległych cichociemnych, w tym Hieronima Łagody

## Awanse
- podporucznik – 15 października 1937
- porucznik – ze starszeństwem od 20 marca 1941[3]
- kapitan

## Ordery i odznaczenia
- Krzyż Srebrny Orderu Wojennego Virtuti Militari nr 13417 – pośmiertnie
- Krzyż Walecznych
- Croix de guerre (Francja)

## Upamiętnienie
W lewej nawie kościoła św. Jacka przy ul. Freta w Warszawie odsłonięto w 1980 roku tablicę Pamięci żołnierzy Armii Krajowej, cichociemnych – spadochroniarzy z Anglii i Włoch, poległych za niepodległość Polski. Wśród wymienionych 110 poległych cichociemnych jest Hieronim Łagoda.
Jedna z ulic w Łomży nosi imię Porucznika Łagody.